# Елізабет Доул
Елі́забет До́ул (англ. Elizabeth Dole; нар. 29 липня 1936, Солсбері, Північна Кароліна) — американська політична діячка, сенатор США від штату Північна Кароліна з 2003 по 2009 рік, член Республіканської партії.

## Життєпис
Закінчила Університет Дюка (1958). Отримала ступінь у галузі освіти (1960) і також ступінь у галузі права (1965) в Гарвардському університеті.
Міністр транспорту США (1983—1987); Міністр праці США (1989—1990).
У 1991—1999 роках очолювала американський Червоний Хрест.
Під час президентських виборів 2000 номінувалася слідом за Джорджем Бушем-молодшим від Республіканської партії, але зняла свою кандидатуру унаслідок браку коштів на передвиборчу кампанію.
З 1975 року одружена з колишнім сенатором від Канзасу і кандидатом у президенти на виборах-1996 Робертом «Бобом» Доулом.